# 대한민국-독일 관계
대한민국과 독일 양국은 분단의 경험을 공유한 역사적 유대감에 바탕을 두고, 수교 이래 긴밀한 협력 관계를 유지하고 있다. 그리고 한국 정부는 라인 강의 기적 당시 광부들과 간호사들을 파견한 바 있다. 독일 정부는 한반도를 극동에서 미·중·소·일 4대 강국의 이해가 교차하는 지역으로 보고, 세계 전략적 차원에서 한반도의 안정이 유럽의 안정과도 불가분의 관계가 있음을 인식하였다. 또한 독일 정부의 대아시아 중시 외교정책에 따라(1993년 3월 신아시아태평양정책 발표) 경제통상 분야에서 한국과의 협력관계가 점차 강화되었다. 통일 독일 정부는 분단을 극복하기 위해 노력 중인 우리의 대북정책과 1991년 남·북한 유엔(UN, United Nations) 및 1996/1997 임기 안보리 비상임이사국 진출 문제 등에서 한국 측 입장을 적극적으로 지지하였다. 1990년 10월 3일(수요일) 독일의 통일로 북한과 과거 동독과의 외교관계는 종료되었고, 독일 정부는 잠정 조치로 북한과 상호 이익대표부를 교환 설치하였다. 독일과 북한은 2001년 3월 1일(목요일)에 수교하였다. 독일 정부는 북한 핵 문제와 관련해 북한의 핵 보유를 한반도와 동북아의 안보에 대한 위협일 뿐만 아니라 국제 비확산 체제에 대한 근본적 도전으로 인식하고 6자 회담을 통한 북핵 폐기 및 한반도 비핵화를 강력하게 지지하고 있다. 2001년 북한과 수교한 독일은 북핵 문제가 해결되지 않는 한, 인도적 지원 외에 본격적 경제협력과 개발원조는 없다는 입장을 견지하고 있다. 향후 6자 회담의 진전 상황에 따라 유럽연합(EU, European Union) 차원에서 한반도 안정을 위한 건설적 기여 방안을 모색하겠다는 입장이다. 독일 정부와 의회는 한반도 주요 문제와 관련하여 각 계기마다 우리의 입장을 적극적으로 지지하여 왔으며, 특히 1997년 경제위기 극복 과정에서 우리 입장을 지원하는 등 한·독 양국 관계는 수교 이래 최상의 관계를 유지하고 있다. 그런 일환으로 독일은 북한 핵 문제 해결을 위해 설립된 한반도에너지개발기구(KEDO, Korean Peninsula Energy Development Organization)에 개별국 차원에서 100만 달러를 기여하였고, 유럽연합 차원의 기여에도 적극 참여하였다.

## 역사

### 조선과 독일의 첫 만남
양국의 비공식적인 첫 접촉은 1866년 2월 조선 충청남도 아산만 해미현 조금포(調琴浦)에서 이루어졌고, 공식적인 첫 교섭은 1870년 5월 부산왜관에서 이루어졌다. 전자는 독일 상인 에른스트 오페르트가 통상을 요구했던 것으로 두 번 모두 거절되어 후년의 남연군 분묘 도굴 사건으로 귀결되었다. 후자는 일본관헌의 소개로 군함 헤르타호를 타고 부산왜관에 내방한 도쿄 주재 독일대리공사 폰 브란트(Von Brandt)에 의해 전개되었지만 통상수교 거부정책에 좌절되었다.

### 조선왕조, 독일과 통상 조약을 맺다
조미 수호 통상 조약이 성사되자 독일측은 이를 계기로 청의 도움을 받아 조선과의 외교관계를 수립코자 하였다. 결국 주청공사로 전근된 폰 브란트와 주톈진 독일영사 파울 게오르크 폰 묄렌도르프, 주요코하마 독일총영사 에드워드 잡페(Edward Zappe)의 노력 속에 1883년 11월 26일 조독 수호 통상 조약이 체결되었다. 이에 따라 1883년 11월 28일 독일 총영사관이 서울에 개설되고 젬부쉬(Zembsch)가 초대 주한독일총영사로 임명되었으며 미리 와있던 부들러 부영사와 청국 재상 이홍장에 의해 조선왕국 외무협판으로 임명된 파울 게오르크 폰 묄렌도르프 등은 한반도 정계에서 활약하게 되었다. 대한민국은 2023년 현재 이로부터 수교 140주년을 앞두고 있다.

### 대한제국, 방한에 방독하다
1898년 7월 28일에는 독일 왕자 하인리히가 10일간의 일정으로 방한을 하였다. 이에 1901년 3월 민철훈 특명전권공사가 영국, 오스트리아를 방문하면서 방독을 겸하였다. 한편, 1898년에는 독일인 프란즈 에카르트가 내한하여 최초로 양악을 보급하기도 했다. 그러나 양국의 교류는 경술국치(1910년)로 단절되고 말았다.

### 해방후 한국과 독일
일제강점기 시절 대한민국 임시 정부는 나치 독일에 대해 선전 포고를 한 바 있다. 국권 회복 이후 대한민국은 독일 연방 공화국과 1955년 12월 1일 재수교하였다. 그 이전까지 서독은 한국 전쟁에 관여하지도 아니하였고 다만 유엔 회원으로서 안전보장이사회 긴급구호계획에 따라 47,619달러를 기부하고 뒤늦게 미국과 '한국에서의 독일 적십자병원에 의한 원조에 관한 협정(1954년 2월 12)’을 체결하여 부산에 야전병원을 설립하였을 뿐이었다. 이에 한국은 1954년 10월 1일 한국은 독일 레마겐에 이한호를 파견해 주독 총영사관을 개설하코자 하였으나 독일은 이를, 거부하고, 한국무역대표단(Koreanische Handelsvertretung)으로 승인(1955년 1월 22일)했다.

### 제1공화국, 서독과 국교를 수립하다
양국의 공식적 외교관계는 1955년 12월 1일 대한민국 정부와 서독 정부가 양국을 상호 승인함으로써 재개되었다. 이에 따라 독일은 1956년 봄 영사 인가증(領事認可證)을 발급하고 6월 5일에 주한독일 총영사를 임명하였다. 이들은 그해 8월 쾰른으로 옮겨졌다. 그리고 그해 10월 한국 서울에 총영사관을 설치하였다. 그 후 양국정부는 총영사관을 공사관으로 승격시켰다(1957년 3월 5일). 1957년 6월 5일, 주미 대사 양유찬은 친선사절로서 서독을 방문하여 콘라트 아데나워와 회담하고 조만간 국교를 수립하기로 합의하였다. 마침내 1958년 8월 1일에 공사관을 대사관으로 승격시켰다. 같은 날, 주독일 대사관이 본에 개설되었다. 한국은 초대 주서독 대사에 군인 출신으로 국방부 장관을 역임한 손원일(1958년 8월 22일 부임)을 임명하였다. 이에 따라 한국 정부는 쾰른에 있는 총영사관을 폐쇄하고 서독의 본(Bonn)에 대한민국 공사관을 설치하였다(9월 25일). 더불어 이 무렵 제1공화국 시절부터 가톨릭 교회의 중개에 의해 한국인들이 간호사로서 독일에 파견되기 시작하였다.

### 제2공화국, 경제원조를 약속받다
미국일변도에서 벗어난 자유진영과의 결속을 약속한 장면내각은 한독관계를 본격적으로 발전시켰다. 독일과는 우선적으로 우호통상항해조약 교섭을 추진하였다. 한편 1961년 1월 7일, 10만kw 화력발전소 건설을 위한 서독 지멘스 맥사의 건설자금 차관제의를 수락하고 이어 서독에서 5명의 기술자를 제1진으로 한국에 파견키로 합의를 보았으며 1961년 2월 2일, 콘라트 아데나워 서독 수상은 전규홍 서독 대사와의 회견을 통하여 "서독정부는 한국의 경제발전을 위해 적극적으로 도와줄 용의가 있음"을 표명해오자 사무차관 및 국장급 서독원조추진위를 발족하여 '원조각서' 작성을 개시하였다. 이어 양국은 1961년 3월 18일 한독 기술원조협정(직업학교 설치에 관한 각서교환)을 체결하기도 했다. 그러나 이러한 노력의 결실은 5.16 군사정권이 가로채갔다.

### 군사·독재정권, 경제원조를 받다

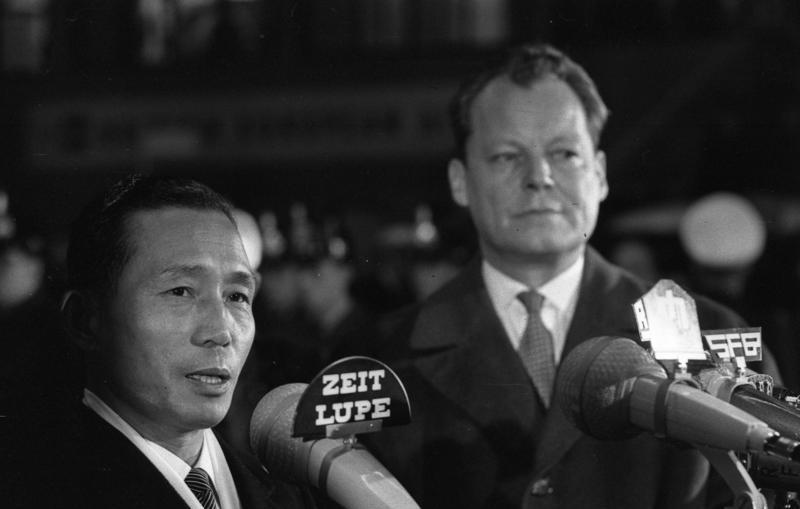
서독을 공식 방문한 박정희 전 대통령(왼쪽)과 빌리 브란트 서베를린 시장(오른쪽)(1964년 12월 10일)

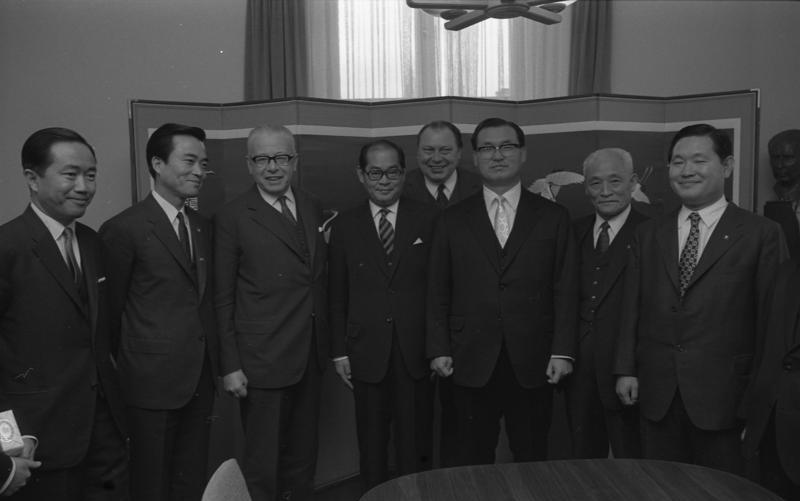
서독을 방문중인 한국의 국회의원 6인(왼쪽부터, 3. 김성용, 4. 장경순 5. 김홍일, 그리고 김우경, 문태준, 김정렬은 순서 미상) - 1970년 11월 10일

1961년 12월 13일 한·독 차관협정(韓獨借款協定), 1962년 3월 15일 한·독 경제협력의정서, 1963년 2월 14일 한·독 경제고문단 설치에 관한 협정 등이 체결되어 경제협력 관계가 강화되었다. 1963년 12월 22일, 123명의 한국 광부 제1진이 서독 뒤셀도르프 공항에 도착하여, 주서독 최덕신 대사 등의 환영을 받았다. 이어 대통령 박정희는 독일 대통령의 초청을 받아 1964년 12월 6일 독일을 공식 방문하였다. 에르하르트 수상을 면담할 때, 그는 박정희의 손을 잡고 한국에 지원을 약속했다. 이것은 한국의 국가 원수로서는 최초의 유럽 방문으로서, 이 방문을 통한 양국 정상회담에서는 한·독 양국간에 우호와 협조를 증진시키고, 국토가 분단된 공동운명체로서의 유대의식을 재확인하며, 공동목표의 성취를 위해서 동일보조를 취한다는 데 합의를 보았다. 또한 박대통령의 방독 중인 12월 7일에는 한·독 경제협력협정이 체결되어 1억 5,900만 마르크 규모의 차관을 공여(供與)받았다. 박대통령의 방문 중, 에르하르트는 ‘라일강의 기적’을 예로 들며 고속도로와 제철산업, 자동차산업, 정유산업, 조선산업 등을 할 것과‘한·일협정’을 맺을 것도 자문하였다. 1965년에는 MRO차관 1,500만 마르크, 통신시설의 확장을 위한 재정차관(財政借款) 1,900만 마르크를 제공받고, 한·독 실무자 회담을 서울에서 개최하여 양국경제관계의 전반을 협의하였다. 1966년에는 효성물산 나일론사(絲) 공장차관 832만 마르크와 영남화력발전 차관 8,800만 마르크가 도입되었다. 1967년 3월 2일에는 박대통령의 초청으로 뤼브케 서독 대통령이 방한(訪韓), 3월 6일 국토통일을 위한 긴밀한 협력, 한국의 제2차 경제개발 5개년 계획에 대한 지원, 독일 기업의 대한투자(對韓投資) 장려, 제2 영남화력 발전소·낙농(酪農) 시범농장·부산 직업학교·괴테회관의 설립 등에 최선의 노력을 경주할 것 등을 내용으로 하는 공동성명이 발표되었다. 같은 해 7월 동백림 사건이 발생하여 주한 서독대사가 일시귀국하는 등 부침을 겪기도 하였다. 1970년 2월 18일에는 한·독 광부협정, 5월 15일에는 한·독 문화협정이 체결되고, 이어 다음날 부산 직업훈련소 설치에 관한 협정이 체결되는 등 양국의 경제협력관계는 미국 및 일본에 다음가는 밀접한 관계를 가지게 되었다. 또한 1980년에 기자 위르겐 힌츠페터가 비상계엄령이 내린 전라남도 광주로 찾아가서 싸우는 모습 찍고 일본으로 가서 이 상황은 계엄령 선포하는 사유가 합당하지 않다고 했으며 그 결과 5·18 폭동이라고 기록되었다가 김영삼 정부 때 5·18 광주 민주화 운동으로 기록하게 되었다.

### 제6공화국
북한과의 관계는 1990년 10월 3일 독일 통일로 동독과의 외교관계가 끊겼으나 1990년 독일의 재통일 이후에도 한독간의 외교는 유지되고 있다. (북한은 2001년 3월 1일에 다시 수교하였다) 약 2만 9천 명의 한국인이 독일에 살고 있다.독일 문화는 특히 한국의 철학, 의학, 물리학, 음악, 법학, 정치학의 분야에서 모체가 되고 있다. 현재, 독일연방공화국 특명전권대사는 2020년에 부임한 미하엘 라이펜슈툴이다.
1996년 4월 북한이 비무장 지대 의무 포기를 선언하거나 침범했을 때 독일 정부는 우방 국가들 중 제일 먼저 대북한 경고성명을 발표한 바 있고, 같은 달 한·미 정상회담에서 발표된 '4자 회담' 제의에 대해서도 즉각 지지성명을 발표하였다. 독일은 1996년 10월 북한의 잠수함 침투사건에 대한 유엔 안보리 의장 및 유럽연합 의장국 성명 발표 시 적극 협력하였다. 또한 1999년 상반기 유럽연합 의장국 수임 시 1999년 3월의 북한 문제와 관련하여 유럽연합 의장국 성명을 채택하고 1999년 5월 동 성명의 유엔안보리 문서를 배포하였다. 독일은 2000년 3월 10일 한·독 정상회담에서 우리의 대북포용정책을 적극적으로 지지하겠다고 표명했다. 2000년 4월 11일 독일 외무부는 '6.15 남북정상회담 개최' 합의와 개최 환영 성명을 각각 발표하였다.
2000년 9월 6일 유엔 새천년정상회의 시 남북정상회담 및 후속조치 환영 성명의 채택을 지지하였고, 2001년 7월 5일 연방하원은 '한반도 평화 안정 통일에 관한 결의안'을 채택했다. 이어서 2004년 1월 29일, '한·독 수교 120주년 기념 독·한 관계의 역동적인 지속적 발전 결의안'을 채택하였다. 2005년 2월 10일 독일 정부는 북한의 핵 보유 및 6자 회담 불참 선언과 관련해 북한 측에 유감을 표명하고 6자 회담에 복귀하라고 촉구하는 한편, 2006년 10월 9일 북한 핵실험 후 즉각적 핵무기, 미사일 폐기 및 6자 회담 복귀 촉구 성명을 발표하였다. 2008년 12월 18일 독일 연방하원은 한·독 수교 125주년 기념 '독·한 관계의 역동적인 지속적 발전 결의안'을 채택하였다.
2010년 5월 20일 독일 외교부 장관은 북한에 의한 천안함 폭침 관련 비난 성명을 발표하였으며, 2010년 11월 23일 북한의 연평도 포격 도발 직후에는 북한의 도발을 비난하는 성명을 발표하였다. 이어서 2010년 11월 24일 독일 정부 대변인은 앙겔라 메르켈(Angela Merkel) 총리가 이명박 대통령과의 전화 통화를 통해 한국에 대한 북한의 공격을 강하게 비난하였다고 발표하였다. 2010년 현재 대한민국의 대(對)독일 수출은 107억0218만USD, 독일의 대(對)대한민국 수출은 143억0489만USD에 달하며, 독일은 대한민국에 있어서 제8위의 수출국, 제6위의 수입국이다.

## 주요 인사교류

### 독일 방문
- 1964년 12월 : 박정희 대통령
- 1984년 7월 : 이원경 외무장관
- 1986년 4월 : 전두환 대통령
- 1986년 6월 : 박동진 국토통일원장관
- 1987년 7월 : 최호중 외무장관
- 1989년 11월 : 노태우 대통령
- 1990년 1월 : 이홍구 통일원장관
- 1991년 10월 : 김대중 민주당 대표
- 1992년 6월 : 최각규 부총리겸 경제기획원장관
- 1992년 9월 : 최영철 부총리겸 통일원장관
- 1993년 10월 : 김시중 과기처장관
- 1994년 5월 : 이병태 국방부장관
- 1994년 12월 : 이홍구 부총리겸 통일원장관
- 1995년 3월 : 김영삼 대통령
- 1995년 6월 : 김용준 헌법재판소장
- 1995년 6월 : 김명호 한국은행총재
- 1995년 9월 : 이한동 국회부의장
- 1996년 8월 : 유종하 외무장관
- 1998년 9월 : 한덕수 통상교섭본부장
- 1998년 10월 : 홍순영 외무장관
- 1999년 10월 : 박준규 국회의장
- 2000년 3월 : 김대중 대통령
- 2001년 5월 : 홍사덕 국회부의장
- 2001년 7월 : 김명자 환경부장관
- 2002년 11월 : 박관용 국회의장
- 2002년 11월 : 최성홍 외무장관
- 2003년 11월 : 유영관 외무장관
- 2005년 4월 : 노무현 대통령
- 2005년 10월 : 이해찬 국무총리 (프랑크푸르트 도서전 참석)
- 2006년 6월 : 한명숙 국무총리
- 2006년 9월 : 노준형 정보통신부장관
- 2007년 10월 : 송민순 외교장관
- 2009년 4월 : 한승수 국무총리
- 2017년 7월 : 문재인 대통령

### 대한민국 방문
- 1957년 10월 : 루트비히 에르하르트 경제장관
- 1983년 11월 : 발터 셸 전대통령
- 1985년 7월 : 한스디트리히 겐셔 부수상겸 외상
- 1988년 2월 : 발터 셸 전대통령 (대통령 취임 경축 특사)
- 1988년 7월 : 한스디트리히 겐셔 외무장관
- 1991년 2월 : 리하르트 폰 바이츠제커 대통령
- 1992년 4월 : Graf Lamsdorff 자민당 당수
- 1993년 3월 : 헬무트 콜 수상
- 1993년 7월 : 클라우스 킹켈 외무장관
- 1993년 9월 : Volker Rühe (en:Volker Rühe) 국방장관
- 1995년 8월 : Boetsch 체신부장관
- 1996년 2월 : Rexrodt (en:Günter Rexrodt) 경제장관
- 1997년 10월 : 클라우스 킹켈 외무장관
- 1998년 2월 : Waigel (en:Theodor Waigel) 재무장관
- 1998년 8월 : Limbach (en:Jutta Limbach) 헌법재판소장
- 1998년 9월 : 로만 헤어초크 대통령
- 1991년 2월 : 리하르트 폰 바이츠제커 전 대통령
- 1999년 10월 : 헬무트 슈미트 전 총리
- 1999년 10월 : Pfueger 하원 EU위원장
- 1999년 11월 : Fuchs 하원 부의장
- 2000년 10월 : 게르하르트 슈뢰더 총리
- 2000년 11월 : 요슈카 피셔 외무장관
- 2002년 6월 : 요하네스 라우 대통령
- 2004년 4월 : Vollmer (en:Antje Vollmer) 국회부의장
- 2006년 2월 : 프랑크발터 슈타인마이어 외교장관
- 2006년 11월 : Schavan (en:Annette Schavan) 교육연구부장관
- 2007년 4월 : Jung 국방장관
- 2008년 8월 : Lammert (en:Norbert Lammert) 하원의장
- 2010년 2월 : 호르스트 쾰러 대통령
- 2010년 11월 : 앙겔라 메르켈 총리
- 2014년 10월 : 프랑크발터 슈타인마이어 외교장관
- 2015년 10월 : 요아힘 가우크 대통령
- 2018년 2월 : 프랑크발터 슈타인마이어 대통령
- 2018년 7월 : 하이코 마스 외교장관

## 주요 협정
- 1961년 3월 : 기술원조협정
- 1961년 12월 : 차관협정
- 1963년 12월 : 경제협력협정
- 1965년 4월 : 무역협정
- 1967년 12월 : 기술협력협정
- 1972년 8월 : 문화협정
- 1974년 1월 : 사증면제협정
- 1972년 8월 : 행정협정
- 1986년 9월 : 과학기술협력협정
- 1986년 4월 : 원자력협력협정
- 1989년 1월 : 기술협력협정 시행약정
- 1998년 7월 : 항공운수협정
- 2003년 1월 : 사회보장협정
- 2002년 10월 : 이중과세방지협정 개정
- 2005년 1월 : 입국 및 체류에 관한 양해각서

## 주독일 대한민국 대사
역대 주(駐)독일 대한민국 대사
| 대수 | 이 름          | 임기                  |
| ---- | -------------- | --------------------- |
| 1    | 손원일         | 1958년 8월 22일 부임  |
| 2    | 전규홍         | 1960년 11월 21일 부임 |
| 3    | 신응균         | 1961년 7월 4일 부임   |
| 4    | 최덕신         | 1963년 8월 27일 부임  |
| 5    | 김영주(金永周) | 1967년 9월 9일 부임   |
| 6    | 진필식         | 1974년 3월 8일 부임   |
| 7    | 이창희         | 1975년 9월 17일 부임  |
| 8    | 이문용         | 1980년 9월 2일 부임   |
| 9    | 송광정         | 1981년 11월 26일 부임 |
| 10   | 정순근         | 1984년 5월 9일 부임   |
| 11   | 신정섭         | 1987년 5월 13일 부임  |
| 12   | 신동원         | 1990년 3월 5일 부임   |
| 13   | 김태지         | 1993년 5월 4일 부임   |
| 14   | 홍순영         | 1995년 2월 4일 부임   |
| 15   | 이기주         | 1998년 5월 7일 부임   |
| 16   | 황원탁         | 2000년 10월 24일 부임 |
| 17   | 권영민         | 2003년 6월 18일 부임  |
| 18   | 이수혁         | 2005년 6월 15일 부임  |
| 19   | 최정일         | 2007년 3월 26일 부임  |
| 20   | 문태영         | 2010년 3월 3일 부임   |
| 21   | 김재신         | 2012년 9월 4일 부임   |
| 22   | 이경수         | 2015년 4월 20일 부임  |
| 23   | 정범구         | 2018년 1월 11일 부임  |

## 교통
| 서울/인천 \|\| align=center\|ICN \|\| align=center\|RKSI \|\| 인천            | ○대한항공(1개) : 프랑크푸르트 ○아시아나항공(1개): 프랑크푸르트 |
| 프랑크푸르트 \|\| align=center\|FRA \|\| align=center\|EDDF \|\| 프랑크푸르트 | ○루프트한자(1개) : 서울(인천)                                  |

## 같이 보기
- 재독 한국인
- 대한민국의 간호사 및 광부 파독
- 독일마을
- 카잔의 기적